# Роберт Гебгардт
Роберт Гебгардт (нім. Robert Gebhardt; 20 вересня 1920, Нюрнберг — 8 лютого 1986, Нюрнберг) — західнонімецький футболіст, півзахисник, а також футбольний тренер.

## Кар'єра гравця
Свою футбольну кар'єру Роберт Гебгардт розпочав у клубі «Нюрнберг», за який він виступав у Гаулізі «Баварія». Під час Другої світової війни з 1943 по 1945 рік він грав за гамбурзький «Люфтваффен», з яким поступився в 1943 році у фіналі Кубка Німеччини клубу «Відень» і у фіналі чемпіонату Німеччини «Дрезднеру».
Після закінчення війни Гебгардт повернувся у «Нюрнберг», який на той момент грав в Оберлізі «Південь». Сумарно за цю команду він зіграв 125 матчів і відзначився 22 голами. 8 серпня 1948 року в Кельні Гебгардт допоміг переграти «Кайзерслаутерн» у фіналі чемпіонату Німеччини. Після перемоги в розіграші Оберліги «Південь» 1950 року він переїхав знову в Гамбург у клуб «Санкт-Паулі», за який забив 2 м'ячі у 59 іграх.
Як гравця Гебгардта описували наступним чином: «Він був цікавим гравцем „Нюрнберга“ після Другої світової війни, основним лівим півзахисником і володів великою наступальною міццю. Можливо, був надміру впертим». «Завжди володіючи зайвою вагою, лівий півзахисник чарував своєю технікою, зовнішністю і силою удару. Завдяки бізнесу батьків він домовився зі скотобойнею і поставляв в команду продукти у перші голодні роки після війни».
У 1953 році тренер Гельмут Йоганссен запросив Гебгардта в «Бремергафен». Після відходу Йоганссена в «Хольштайн» Роберт став граючим тренером команди і зайняв у 1955 році друге місце в Оберлізі «Північ». Таким чином, він вивів клуб у фінальну частину чемпіонату Німеччини, де на груповому етапі він зіткнувся з клубами «Ворматія», «Кіккерс» і «Рот-Вайсс» (Ессен), який завершив на другому місці із шістьма очками (перше місце зайняв майбутній чемпіон «Рот-Вайсс»).

## Тренерська кар'єра
У 1956 році Гебгардт отримав ліцензію тренера і продовжив керувати «Бремергафеном» до 1958 року, коли перейшов у «Зодінген». Йому не вдалося уникнути вильоту з Оберліги «Захід» в сезоні 1958/59, але вже на наступний рік він знову повернув команду у вищий дивізіон. У сезоні 1960/61 Гебгардт перейшов в «Аугсбург» і разом з лідером команди Гельмутом Галлером вивів її на наступний сезон в Оберлігу «Південь».
Далі він очолив у сезоні 1963/64 «Вупперталь» і зайняв з ним друге місце слідом за «Алеманією» з Аахена в Регіоналлізі «Захід». На наступний сезон він повторив цей результат, але вже слідом за «Армінією». Після цього він відпрацював два роки в «Гройтер Фюрті».
З 1 липня 1968 року Гебгардт став головним тренером «Дуйсбурга» і вперше взяв участь у новоствореній Бундеслізі. Через низьку позицію команди в сезоні 1969/70 він був відправлений у відставку, і пізніше приєднався до «Вердерау», де також затримався трохи більше одного сезону.
У 1972 році Гебгардт очолив австрійський «Ваккер (Інсбрук)» і привів його до перемоги в чемпіонаті і кубку країни. Останні роки своєї тренерської кар'єри він провів у своєму рідному клубі «Нюрнберзі».